# Роудон-Гастингс, Джордж, 2-й маркиз Гастингс
Джордж Август Фрэнсис Роудон-Гастингс, 2-й маркиз Гастингс (англ. George Augustus Francis Rawdon-Hastings, 2nd Marquess of Hastings; 4 февраля 1808 — 13 января 1844) — британский пэр и придворный. Он был известен как лорд Роудон с 1808 по 1817 год и граф Роудон с 1817 по 1826 год.

## Происхождение
Родился 4 февраля 1808 года. Старший сын Фрэнсиса Роудона-Гастингса, 2-го графа Мойры (позднее 1-го маркиза Гастингса) (1754—1826) и его жены Флоры Мур-Кэмпбелл, 6-й графини Лаудон (1780—1840).

## Карьера
28 ноября 1826 года после смерти своего отца Джордж Роудон-Гастингс унаследовал титулы 2-го маркиза Гастингса (Пэрство Соединённого королевства) и 18-го барона Ботро (Пэрство Англии), став членом Палаты лордов Великобритании.
8 января 1840 года после смерти своей матери он унаследовал титулы 7-го графа Лаудона (Пэрство Шотландии), 15-го барона Молейнса (Пэрство Англии), 17-го барона Хангерфорда (Пэрство Англии), 7-го лорда Тарринзина и Мохлина (Пэрство Шотландии) и 8-го лорда Кэмпбелла из Лаудона (Пэрство Шотландии).
Лорд Гастингс был камергером короля Великобритании Вильгельма IV с 1830 по 1831 год.
После смерти отца он унаследовал заложенный в большой степени Донингтон-холл в Лестершире. Его главной страстью была охота на лис, и он держал собственную стаю гончих в специально построенных питомниках.

## Личная жизнь
1 августа 1831 года лорд Гастингс женился на Барбаре Йелвертон, 20-й баронессе Грей де Ратин (20 мая 1810 — 18 ноября 1858), единственной дочери Генри Йелвертона, 19-го барона Грея де Ратина, и его жены Энн Мэри Келхэм (дочери Уильяма Келхэма). Ее отец, который умер через семь месяцев после ее рождения, был арендатором и другом лорда Байрона . Вместе Барбара и Джордж были родителями шестерых детей:
- Паулин Реджинальд Серло Роудон-Гастингс, 3-й маркиз Гастингс (2 июня 1832 — 17 января 1851), умерший неженатым[4].
- Леди Эдит Мод Роудон-Гастингс, 10-я графиня Лаудон (10 декабря 1833 — 23 января 1874)[1], которая в 1853 году вышла замуж за Чарльза Фредерика Эбни-Гастингса, 1-го барона Донингтона[5]
- Леди Берта Лелгард Роудон-Гастингс, 22-я баронесса Грей де Ратин (30 апреля 1835 — 15 декабря 1887)[1], вышедшая замуж в 1855 году за капитана Огастаса Уайкхема Клифтона (1829—1919).
- Леди Виктория Мария Луиза Роудон-Гастингс (18 июля 1837 — 30 марта 1888), в 1859 году она вышла замуж за Джона Форбса Стратфорда Кирвана.
- Генри Вейсфорд Чарльз Плантагенет Роудон-Гастингс, 4-й маркиз Гастингс (22 июля 1842 — 10 ноября 1868)[1], который в 1864 году женился на леди Флоренс Пэджет, единственной дочери Генри Пэджета, 2-го маркиза Англси[4].
- Леди Фрэнсис Огаста Констанция Мур Роудон-Гастингс (16 марта 1844 — 1 сентября 1910), которая в 1863 году вышла замуж за Чарльза Маршама, 4-го графа Ромни[1].

Лорд Гастингс скончался 13 января 1844 года в возрасте 35 лет. Ему наследовал его 12-летний старший сын, Паулин, который сам умер в Ирландии шесть лет спустя. Преемником Паулина стал его младший брат лорд Генри Вейсфорд Чарльз Плантагенет Роудон-Гастингс, позже 4-й маркиз Гастингс и 9-й граф Лаудон.
В апреле 1845 года, через пятнадцать месяцев после смерти её первого мужа, Барбара вышла замуж за капитана Гастингса Реджинальда Генри (1808—1878), который в 1849 году принял фамилию Йелвертон по королевскому разрешению. Они поселились в Эффорд-хаусе недалеко от Лаймингтона и имели одну дочь, Барбару Йелвертон (12 января 1849 года — 1 октября 1924 года), которая вышла замуж за Джона Ярда-Буллера, 2-го барона Черстона.